# Редовре Майті Буллз
Редовре Майті Буллз (дан. Rødovre Mighty Bulls) — данська професійна хокейна команда, яка виступає в Metal Ligaen, вищій лізі данського хокею. Клуб заснований в 1961 році та проводить домашні ігри на «Редовре Скойте Арена», яка вміщує 3600 глядачів.

## Історія
У 1977—1979 роках команду тренував Борис Кулагін, колишній тренер радянської національної збірної з хокею. Кулагін приєднався до команди після звільнення з посади головного тренера радянської збірної, яка посіла 3-є місце на чемпіонаті світу з хокею 1977 року. «Редовре» використовував контакти в посольстві СРСР у Копенгагені, сподіваючись знайти відповідного тренера для команди. На їх здивування, вони отримали тренера-переможця чемпіонату світу 1975 року. Той факт, що такого високопоставленого тренера направили тренером у тодішню низьку данську лігу, багато хто розглядав як додаткову форму покарання за поганий результат на чемпіонаті світу 1977 року. Під керівництвом Кулагіна команда виграла свій перший титул в Данії в 1978 році.

## Досягнення
Суперліга
- (6): 1978, 1983, 1985, 1986, 1990, 1999
- (5): 1979, 1981, 1982, 1991, 2001